# 地域医療機能推進機構宇和島病院
地域医療機能推進機構宇和島病院（ちいきいりょうきのうすいしんきこううわじまびょういん）は、愛媛県宇和島市賀古町にある病院。通称JCHO宇和島病院（ジェイコーうわじまびょういん）。

## 沿革
- 1948年4月 - 宇和島病院（病床30床）が開院。
- 1958年9月 - 経営受託者が愛媛社会保険協会から全国社会保険協会連合会に移管される。
- 1961年11月 - 病床数を172床に変更。
- 1983年3月 - リハビリ病棟が完成、病床数を200床に変更。
- 1991年10月 - 新本館と健康管理センターが完成。
- 1995年3月 - 老人保健施設「パール荘」が完成。
- 2002年6月 - 機能訓練用プールが完成。
- 2005年3月 - 病棟増改築工事が完成。
- 2006年11月 - 日本医療機能評価機構Ver.5認定。
- 2008年
  - 11月 - 心療内科･神経内科を新設。
  - 12月 - 電子カルテの稼動開始。
- 2009年4月 - 糖尿病内科を新設。
- 2010年5月 - 病床数を199床に変更。365日リハビリ訓練開始。
- 2013年3月 - 日本医療機能評価機構Ver.6認定。
- 2014年4月 - 独立行政法人地域医療機能推進機構に移管され、独立行政法人地域医療機能推進機構宇和島病院に院名変更。

## 診療科等
診療科
- 内科[1]
- 循環器内科[1]
- 整形外科[1]
- 外科[1]
- 神経内科[1]
- 心療内科[1]
- 糖尿病内科（代謝内科）[1]

専門外来
- 禁煙外来
- もの忘れ外来（精神科）

## 医療機関の指定・認定
（下表の出典）
| 保険医療機関                                   | 生活保護法指定医療機関                                                         |
| 労災保険指定医療機関                           | 戦傷病者特別援護法指定医療機関                                                 |
| 指定自立支援医療機関（更生医療）               | 原子爆弾被害者一般疾病医療取扱医療機関                                         |
| 指定自立支援医療機関（育成医療）               | 特定疾患治療研究事業委託医療機関                                               |
| 指定自立支援医療機関（精神通院医療）           | 難病の患者に対する医療等に関する法律（平成26年法律第50号）に基づく指定医療機関 |
| 身体障害者福祉法指定医の配置されている医療機関 |                                                                                |

- 救急告示病院（二次救急）[2]
- 公益財団法人日本医療機能評価機構認定病院[3]

## アクセス
- JR予讃線「宇和島駅」より約2㎞（徒歩20分、車5分）[4]